# Phycosoma excisum
Phycosoma excisum är en spindelart som först beskrevs av Simon 1889.  Phycosoma excisum ingår i släktet Phycosoma och familjen klotspindlar.
Artens utbredningsområde är Madagaskar. Inga underarter finns listade i Catalogue of Life.